# Gilliesia pulchra
Gilliesia pulchra is een haft uit de familie Leptophlebiidae. De wetenschappelijke naam van de soort is voor het eerst geldig gepubliceerd in 2004 door Zhou.
De soort komt voor in het Palearctisch gebied.